# クラウス・フォアマン
クラウス・フォアマン（Klaus Voormann、1938年4月29日 - ）は、ドイツのミュージシャン（ベーシスト）、画家。英語風の発音で「クラウス・ヴーアマン」とも呼ばれる。

## 来歴
1938年にベルリンで生まれ、ハンブルクでデザインを学び、グラフィックデザイナー、イラストレーターとして働いていた。
1960年、恋人で写真家のアストリッド・キルヒャーを通じ、クラブ｢カイザー・ケラー｣で当時ハンブルクに滞在していたビートルズと知り合う。その後、キルヒャーはメンバーのスチュアート・サトクリフの元へ走ることになるが、フォアマンは最終的には二人の交際を認めた。以後、ビートルズのメンバーとの交流を持つことになる。1961年の終わりにビートルズを脱退したサトクリフが音楽活動を辞めるのに伴い、フォアマンは彼からベースを買い取り、初のバンドであるEyes、後のPaddy, Klaus and Gibsonを結成した。
1966年7月、ジャック・ブルースの後任としてマンフレッド・マンにベーシストとして迎えられ、1969年夏の解散まで在籍した。その後にジョン・レノンとオノ・ヨーコのプラスティック・オノ・バンドに参加し、ジョージ・ハリスン、リンゴ・スターらのアルバムにも参加する。またハリスンとラヴィ・シャンカール主宰の「バングラデシュ・コンサート」に出演している。ポール・マッカートニーの代わりにフォアマンを加え、ビートルズが再結成されるとの噂も流れた。また、ルー・リードのアルバム『トランスフォーマー』でもベーシストを務めている。スタジオ・ミュージシャンとしては、カーリー・サイモンやハリー・ニルソン、ランディ・ニューマン、B.B.キングとも仕事をしている。この時期は一時的にアメリカ合衆国カリフォルニア州ロサンゼルス近郊に在住していた。
画家としては、1966年発表のビートルズ『リボルバー』を手がけ、翌年のグラミー賞のベストデザイン賞を受賞している。また、1967年発表の『ビー・ジーズ・ファースト』のジャケット・デザインを手がけたことでも知られている。他にも1977年元アップル・レコードのジャッキー・ロマックスのアルバム『ディド・ユー・エヴァー・ハヴ・ザット・フィーリング?』のジャケット・イラストレーション、1996年には、同じく『ザ・ビートルズ・アンソロジー』シリーズ（CD、LD、DVD、書籍）のイラストなどを手がける。デザイナーとしては、マックス・リーバーマンやジョージ・グロスといった表現主義の画家からとりわけ大きな影響を受けている。
1979年にはドイツに帰国し、音楽プロデューサーとなった。彼の最初の成功は、トリオという、当時まったく無名のバンドのプロデュースだった。彼のプロデュースにより、バンドは大ヒット曲「ダー・ダー・ダァ」を生みだした。彼は他にも、Marius Müller-WesternhagenやHeinz Rudolf Kunzeといったミュージシャンと一緒に仕事をしている。
2002年11月29日にはロンドンのロイヤル・アルバート・ホールでコンサート・フォー・ジョージが開催され、フォアマンは「オール・シングス・マスト・パス」と「Wah Wah」の2曲にベーシストとして参加した。
2007年12月8日に行われた「Dream Power ジョン・レノン スーパー・ライヴ2007」に出演、レノンと共に演奏した曲である「ブリング・イット・オン・ホーム・トゥ・ミー」では、当時と同じパートを歌い、また、「イマジン」のベースを弾いた。
2009年にマッカートニーやスター、マンフレッド・マンといった旧友たちをゲストに迎え、初のリーダー作となる『A Sideman's Journey』をリリースした。
2014年11月5日発売のGLAYの13thアルバム『MUSIC LIFE』のジャケットイラストを手がける。イラストはビートルズ『リボルバー』を彷彿させるものとなっており、日本人アーティストへのジャケット描き下ろしはこれが初となる。
現在、妻のクリスティーナ、息子と娘と一緒にミュンヘン郊外のシュタルンベルク湖近辺に在住している。

## コラボレーション
- 『リボルバー』 - ジャケット・イラストを担当。
- 『ビー・ジーズ・ファースト』（ビージーズ） - ジャケット・イラストを担当。
- 『ザ・ビートルズ・アンソロジー』 - ジャケット・イラストを担当。
- プラスティック・オノ・バンド - ベーシストとしてコンサートやレコーディングに参加。
- 『ジョンの魂』 - ベーシストとしてレコーディングに参加。
- 『イマジン』 - ベーシストとしてレコーディングに参加。
- 『バック・ビート』 - 映画に登場（カイ・ヴィージンガーが演じている）する。
- 『MUSIC LIFE』 - 2014年12月発売。GLAYのアルバム・ジャケットのイラストを担当。日本人アーティストへのジャケット描き下ろしはこれが初[5]。
- 『ヒッキーヒッキーシェイク』（津原泰水の小説）-　2013年-2015年、幻冬舎「PONTOON」にて連載。2016年刊行。連載時に提供され、単行本の装画となったイラストが、日本人作家への作品提供は初めてだった。